# Australlus
Australlus — викопний рід журавлеподібних птахів пастушкових (Rallidae), що існував на межі олігоцену та міоцену в Австралії. Рештки птаха знайдені у Ріверслеї на північному заході Квінсленду

## Види
- A. disneyi (Boles, 2005) Worthy & Boles, 2011
- A. gagensis Worthy & Boles, 2011.